# 행인두부

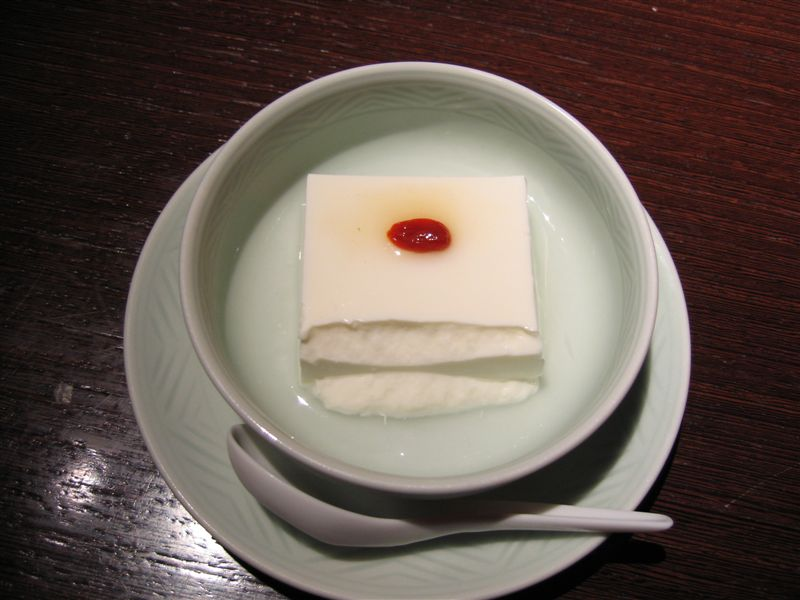
행인두부

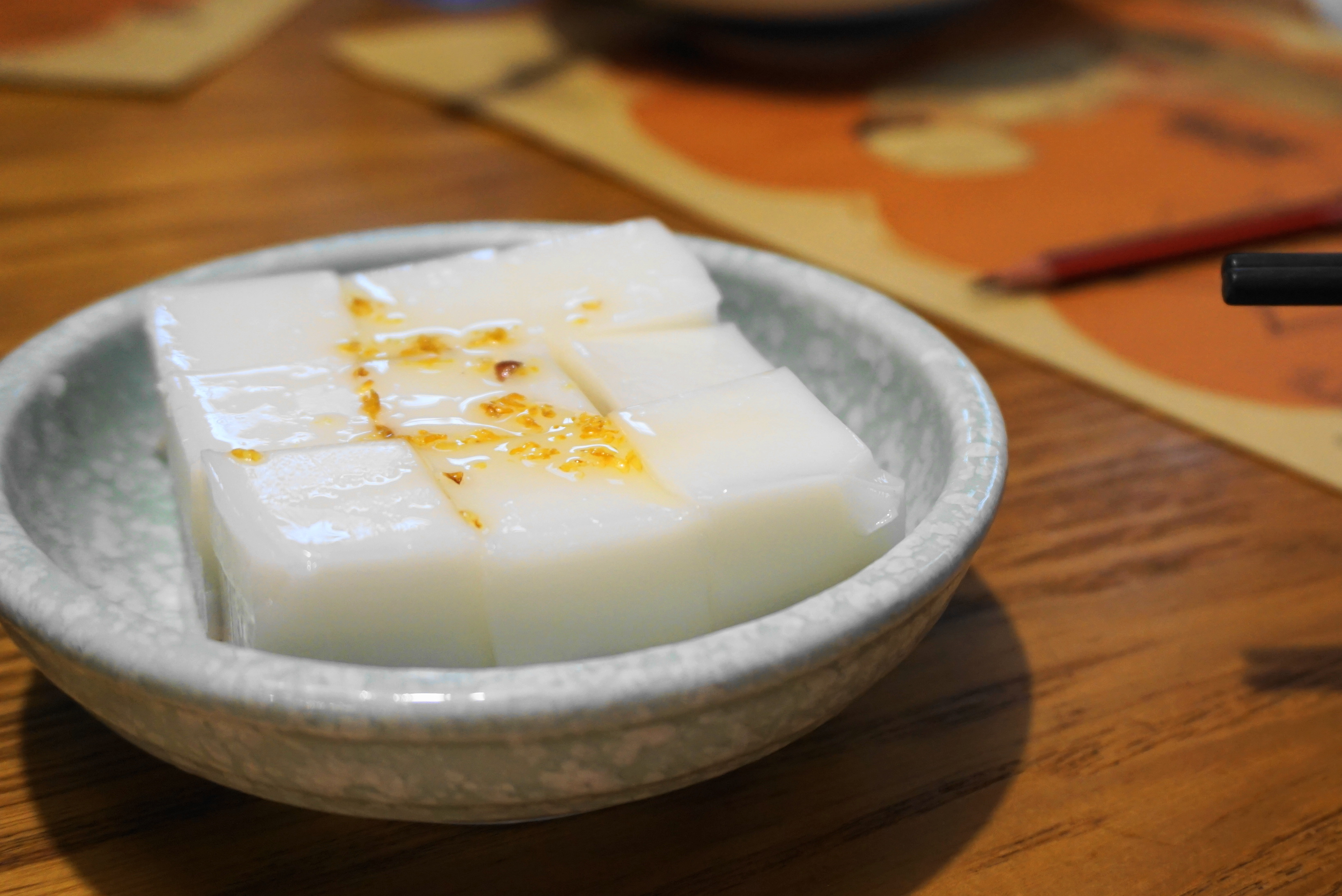
오스만 투스 꿀 드레싱을 곁들인 안닌 두부

행인두부(杏仁豆腐) 또는 살구씨 두부는 살구씨로 만든 두부 같은 음식이다. 베이징과 홍콩에서 주로 먹는 디저트이다. 일본에서도 사람들이 즐겨 먹는다. 전 세계적으로 딤섬 레스토랑에서 이 디저트를 잘 내놓는다. 행인두부는 인스턴트식 믹스(mix)를 이용하여 만들거나, 아예 처음부터 만들 수 있다. 그냥 먹거나, 과일과 함께 먹는다. 두부와 비슷하게 생겨 현지에서는 행인두부라고 부른다.
주재료는 살구씨, 쌀, 우유, 설탕, 젤라틴 등이다.

## 같이 보기
- 크렘 카라멜